# Vincenzo Parpaglia
Vincenzo Parpaglia (Torino, ... – Torino, ...; fl. XVI secolo) è stato un presbitero italiano, fu Abate di San Solutore e di San Pietro all'Olmo.

## Biografia
Ordinato presbitero per l'arcidiocesi di Torino, Vincenzo Parpaglia si distinse nella propria carriera ecclesiastica all'estero, in Inghilterra, ove si recò come segretario del cardinale Reginald Pole, per intercessione del quale venne nominato protonotario apostolico.
Come ricompensa per il servizio svolto, ottenne le commende delle abbazie di San Pietro a San Pietro all'Olmo (1542, che amministrò per mezzo dei domenicani di Santa Maria delle Grazie di Milano) e di San Solutore di Torino.
Egli fu una figura di spicco della controriforma e fu al centro delle grandi trattative religiose post-conciliari: il 27 aprile 1560, infatti, venne inviato alla corte britannica presso la Regina Elisabetta I d'Inghilterra (che era per l'appunto anche capo della chiesa anglicana) per tentare di far mediare gli anglicani con le nuove normative del Concilio di Trento, missione diplomatica che gli venne affidata da eminenti principi della chiesa quali erano il Cardinal Moroni ed il Cardinal Madruzzo, Arcivescovo di Trento.
Il Parpaglia scrisse nuovamente alla Regina Elisabetta l'8 settembre di quello stesso anno, ottenendone comunque una risposta negativa.
Ritornato stabilmente nell'ambito della Chiesa italiana, durante un'ambasceria a Roma, monsignor Parpaglia incontrò San Francesco Borgia, generale dei gesuiti, insieme col pontefice Pio V, concordando con questi l'arrivo dei gesuiti a Torino e la loro installazione nella capitale sabauda in una chiesa dedicata ai santi Avventore, Ottavio e Solutore (definiti "protomartiri torinesi"), ove custodire le spoglie dei tre martiri piemontesi dopo la distruzione del monastero in cui le loro spoglie erano custodite, da parte delle truppe francesi, nel 1535. A questi santi si sarebbero aggiunte anche le reliquie di San Goslino e Santa Giuliana.
La traslazione dei corpi santi avvenne il 19 gennaio del 1575 con una cerimonia solenne a cui prese parte anche il Duca Emanuele Filiberto di Savoia.
Per sua mediazione presso la Santa Sede, il Duca Emanuele Filiberto poté anche costituire il 16 settembre 1572 l'Ordine dei Santi Maurizio e Lazzaro.

## Fonti
- Vincenzo Parpaglia e la missione in Inghilterra, su books.google.it.
- Vincenzo Parpaglia nella biografia di San Goslino, su santiebeati.it.
- Ruolo dell'abate Parpaglia nella fondazione dell'Ordine dei Santi Maurizio e Lazzaro (PDF), su amicibbaamauriziano.it. URL consultato il 16 dicembre 2008 (archiviato dall'url originale il 12 maggio 2012).